# Insurrezione di Gand
(Philippe de Vaux)

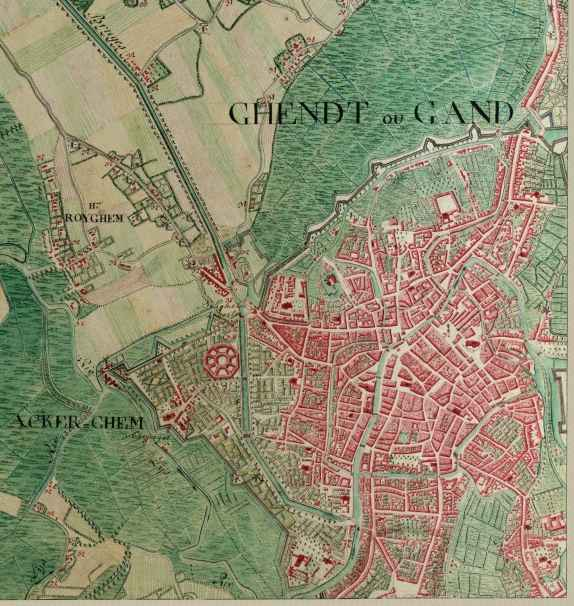
Mappa di Gand nel 1775, opera del Ferraris

L'insurrezione di Gand ebbe luogo fra il 13 ed il 17 novembre 1789, quando l'inattesa vittoria di una rivolta urbana costrinse una nutrita guarnigione imperiale ad evacuare la città. Essa segnò la vera svolta militare della cosiddetta rivoluzione del Brabante, che avrebbe portato, di lì ad un mese, all'effimera indipendenza dei Paesi Bassi austriaci.

## Contesto

### La crisi politica dei Paesi Bassi austriaci
A partire dal 1786, i Paesi Bassi austriaci vennero agitati dal tentativo dell'imperatore Giuseppe II di introdurre in quelle provincie le medesime, radicali riforme già introdotte negli altri stati del patrimonio ereditario della Casa d'Austria (ad esempio il Ducato di Milano). La forte resistenza delle locali élite nobiliari ed ecclesiastiche, passata per episodi salienti quali rivolta di Bruxelles del 14 maggio 1787, indusse, infine, l'imperatore a sciogliere gli Stati Provinciali del Brabante e dell'Hainaut, il 18 giugno 1789 (con una sfortunata scelta di tempi, dal momento che tale evento precedette di meno di un mese la presa della Bastiglia).

### Il Comitato di Breda organizza l'insurrezione
Il governo imperiale, tuttavia, non disponeva dei mezzi necessari a reprimere l'opposizione politica, in quanto che, da circa un anno, tutte le energie militari erano assorbite dalla guerra austro-russo-turca. 

Cosicché non poté reagire, allorché le confinanti Province Unite presero ad accogliere con evidente sollecitudine i molti oppositori fuggiti dai Paesi Bassi austriaci: nella città di Breda venne loro permesso di costituire una sorta di governo in esilio e, persino, di organizzare delle bande militari. All'appoggio delle Province Unite si aggiunse quello del Principato di Liegi, non appena la locale rivoluzione del 18 agosto 1789, ebbe rovesciato il Principe vescovo e proclamato un'effimera repubblica.

Il generale belga Vander Mersch.

### La battaglia di Turnhout
Sul fine dell'estate del 1789, cominciarono i primi sconfinamenti. Ma fu solo il 24 ottobre 1789, che una colonna di rivoltosi, affidati al Van der Mersch, passò il confine e raggiunse il borgo di Turnhout. Qui, il 27 ottobre, vennero avventatamente assaliti da una colonna di 3 000 imperiali, agli ordini del generale Schröder, che venne costretto al combattimento casa per casa e rotta alla fuga.
Il comandante generale dell'esercito imperiale nei Paesi Bassi austriaci, Sir d'Alton, fu lesto a reagire, dando ordine al proprio luogenente, tenente-feldmaresciallo von Arberg, di condurre una forte colonna, sufficiente a vendicare l'onta e cancellare la minaccia militare. In effetti, quest'ultimo costrinse il Van der Mersch a ripassare velocemente il confine, ma non prima della notte del 10 novembre.

## L'insurrezione delle Fiandre

### Situazione strategica iniziale

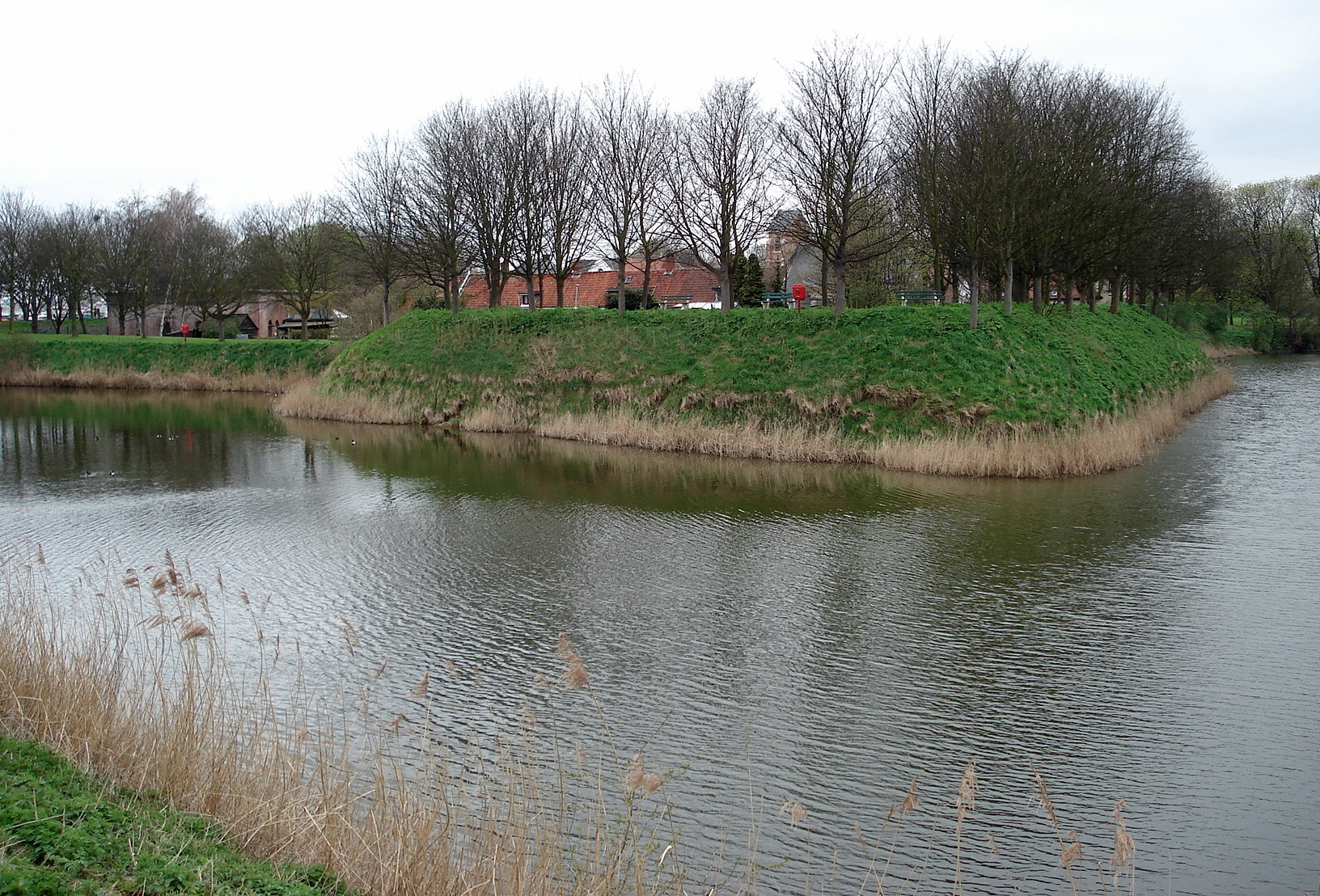
Resti dei bastioni di Fort Lillo

L'inseguimento del Van der Mersch impegnò, dunque, il von Arberg ed i suoi 7 000 uomini almeno sino alla notte del 10 novembre. Per comprendere l'importanza dello sforzo bellico dispiegato dagli imperiali, occorre considerare che si trattava di quasi la metà di tutto l'esercito di campagna complessivamente a disposizione di Sir d'Alton in tutti i Paesi Bassi austriaci. Soprattutto, il von Arberg aveva lasciato quasi sguarnita la posizione centrale Lierre-Malines, che consentiva di coprire l'intero spettro delle linee di penetrazione dei ribelli e dove, prima della battaglia di Turnhout, era stato dislocato lo Schröder. Di modo che il von Arberg copriva solo le due vie per Bruxelles al centro e per Liegi a destra. Ma non più il lungo confine con le Province Unite oltre la città di Anversa.

### Primo tentativo di invasione delle Fiandre
Proprio qui, fra Sandvliet e Berendrecht, la notte fra il 23 ed il 24 ottobre era sbucato in Fiandra, al comando del maggiore De Vaux e del Ransonnet, un secondo raggruppamento di 600 volontari, precedentemente ospitati nella cittadina olandese di Roosendaal (dove sedeva il 'Comitato di Breda') e nei dintorni dell'attigua, grande fortezza di Berg-op-Zoom. L'azione doveva essere operata simultaneamente con l'azione sul Brabante operata dal Van der Mersch. E, in effetti, la piccola colonna aveva occupato Fort Lillo, una fortezza di frontiera recentemente acquisita da Giuseppe II al termine della crisi con le Province Unite, ma all'epoca tenute solo da alcuni doganieri, che non si difesero: tant'è che a impedire la caduta dell'attiguo fort Liefkenshoeck era bastato che venisse alzato il ponte d'accesso.
De Vaux poté raccogliere nuovi volontari, ma non abbastanza per rincuorare i suoi sparuti partigiani: in breve la piccola truppa venne presa dal terror panico e riguadagnò precipitosamente l'Olanda. Già il 27 ottobre avevano evacuato Fort Lillo, recando con sé una piccola fregata che serviva da pattuglia doganale sul corso della Schelda

### Secondo tentativo di invasione delle Fiandre
Probabilmente l'insuccesso fu tale da indurre Sir d'Alton a non preoccuparsi ulteriormente di questa seconda colonna. Sennonché il successo di Turnhout aveva contribuito a mutare l'umore anche degli uomini della colonna maggiore De Vaux: il piccolo esercito aveva ripreso coraggio e, il 4 novembre, tornò a sbucare in Fiandra nel medesimo punto di prima. Non potendo operare contro la grande città di Anversa, difesa da un'imponente cittadella, essa sgusciò in direzione della capitale della Fiandra, Gand ove era attivo un comitato segreto composto dai più zelanti fra i patrioti, secondo solo a quello attivo a Bruxelles. Passò la Schelda poco appresso Fort Lillo (ma senza toccarlo, poiché era ora munito di presidio militare e cannoni) ed avanzò per una linea retta, attraverso Calioo, Beveren, Saint Nicolas e Lokeren.
Il Philippe de Vaux era questa volta affiancato da Louis de Ligne, nobilissimo figlio del Principe di Ligne e, non sorprendentemente, la colonna venne accolta ovunque da campane a festa e dalla popolazione giubilante. La duchessa d'Ursel, esponente di un'altra delle maggiori famiglie del paese, fornì cannoni ed insegne. Per comprendere quanto vistoso fosse stato il mutamento di campo dell'aristocrazia belga, basti ricordare che il nominato Louis de Ligne era fratello di un Charles de Ligne che, solo un anno e mezzo prima, nell'aprile 1788, si era distinto nella presa della fortezza turca di Szabacz, ed aveva meritato da Giuseppe II in persona la promozione a tenente-colonnello e l'ordine di Maria Teresa.

### Contromosse degli Imperiali
Naturalmente d'Alton non poteva essere sicuro dell'obiettivo degli invasori, di modo che replicò lo schema già seguito con la precedente invasione. Inviò, infatti, sulle loro tracce due colonne:
- una affidata al maggior generale Schröder, (Berlino 1735 – Pellendorf (Bassa Austria 18 febbraio 1807). Venne insignito del titolo di cavaliere dell'Ordine militare di Maria Teresa il 21 ottobre 1762, e del titolo di barone (Freiherr) il 13 settembre 1766. Venne promosso general maggiore nel settembre 1786 ed all'epoca dei fatti, tenente-feldmaresciallo il 27 febbraio 1793. Il 9 giugno 1793 ebbe il comando allo sfortunato combattimento di Arlon. Poi fu comandante della guarnigione di Cracovia dal 1795 al 1805. Da non confondere con i due fratelli maggiori: Karl Friedrich Freiherr von Schröder, che servì anch'esso da generale, eppoi da tenente-feldmaresciallo, nell'esercito imperiali dell'epoca. E, soprattutto, con il più vecchio Johann Wilhelm Freiherr von Schröder von Lilienhof, che divenne addirittura Feldzeugmeister e comandò la difesa della fortezza di Lussemburgo fra il 1793 e la capitolazione, il 7 giugno 1795, al termine di un lungo assedio francese: l'episodio che pose fine all'esistenza dei Paesi Bassi austriaci[3][18] e diretta verso la regione di Saint Nicolas, il Waasland (lo sconfitto di Turnhout si portava dietro i reduci di quella battaglia);
- la seconda affidata al tenente colonnello Gontreuil (Mons 5 luglio 1755 – Vienna 15 luglio 1798), figlio del maggiore-generale Charles-Françoise-Jean-Augustin Comte de Vinchant de Gontroeul. Fu maggiore nell'aprile 1786, tenente-colonnello (Oberstleutnant) all'epoca dei fatti, colonnello (Oberst) nel luglio 1790, maggiore generale il 4 marzo 1796[3], con le ultime truppe disimpegnabili dalla posizione centrale Lierre-Malines, ovvero un battaglione di fanteria, uno squadrone di cavalleria, due cannoni e due obici, diretta, attraverso Termonde, a congiungersi con lo Schröder.
- il grosso del Von Arberg (che aveva appena costretto la colonna del Vander Mersch a ripiegare nelle Province Unite e dal quale erano state staccate le due colonne Schröder e Gontreuil) venne comandato ad Anversa, con ordine del d'Alton del 10 novembre, in modo da essere pronto a passare in Fiandra, in caso di necessità[19].
- d'Alton non trascurò nemmeno di coprire Gand, in quel momento difesa solo da una modesta guarnigione (forse due compagnie del reggimento Vierset), appena bastante a guardare la cittadella, non ad impedire un'insurrezione urbana. Vi diresse il colonnello de Lunden[20], con un battaglione.

### Ritardo nell'esecuzione delle contromosse
La recentissima esperienza di Turnhout aveva dimostrato la superiorità degli imperiali in campo aperto, ma anche la loro inferiorità in un combattimento all'interno di un centro abitato. Dunque, il d'Alton puntava le sue carte sulla chance di intercettare la colonna de Ligne-De Vaux prima che questa raggiungesse Gand. E bisogna dire che ve ne sarebbe stata la possibilità, dal momento che questa percorse i circa 65 km che separano il punto di invasione, Berendrecht, da Gand, molto lentamente: partita il 4 giunse alla meta solo la notte del 12, in totale otto giorni, o otto km al giorno. Per giunta, il morale non doveva essere al massimo, se è vero che, l'ultima notte di marcia, quasi giunti a Gand, l'improvvisa apparizione di un cavallo bianco libero nella campagna, terrorizzò a tal punto 200 degli 800 della colonna, al punto da farli fuggire, abbandonando armi e bagagli. Al punto che occorsero due ore agli ufficiali per raccoglierli e rimetterli in ordine di marcia.
Tuttavia questa volta l'aggancio che Schröder aveva effettuato a Turnhout fallì: tant'è vero che, lungo l'intero suo percorso, la colonna ribelle non incontrò mai il nemico. Ma fallì di poco: ad esempio, il Gontreuil raggiunse il 13 Lokeren, dalla quale il de Vaux era uscito solo la sera precedente. Né sembrerebbe mancassero le informazioni, dal momento che Sir d'Alton risulta sempre ben informato dei movimenti della colonna ribelle, così come, d'altra parte, era avvenuto nelle fasi preparatorie la battaglia di Turnhout.
Probabilmente, questa volta a mancare fu la speditezza: il Von Arberg aveva troppo ritardato la propria azione contro il Van der Mersch. Ciò che non gli aveva consentito di liberare i reparti necessari al Gontreuil ed allo Schröder abbastanza in fretta perché questi intercettassero il nemico in aperta campagna. Sicuramente concorsero delle ragioni logistiche, ma è difficile sfuggire all'impressione che la causa determinante fu una generale inadeguatezza di alcuni comandanti imperiali: ad esempio, allorché, la mattina di venerdì 13 novembre, la colonna ribelle giunse di fronte a Gand, essa trovò la città intenta ad un normale giorno di mercato, dunque con le strade piene di paesani che portavano le proprie merci ed il proprio bestiame; tanto che, ai primi spari, le strade vennero invase da una terribile bagarre, non si sentivano che le grida di donne e bambini in tutte le strade, correre qua e là, ognuno recando ciò che aveva di più prezioso … tutto ciò metteva la città nella più terribile angoscia. Si tratta, evidentemente, di circostanze che una guarnigione militare intenta a predisporre una difesa militare mai avrebbe tollerato.

### Successo della marcia della colonna ribelle
In tal modo la colonna ribelle compì il proprio ultimo tratto di marcia nella notte fra il 12 ed il 13 novembre e giunse di fronte alle porte di Gand sul far del giorno. Il de Vaux, che li guidò all'assalto, ricordava che erano 800 uomini, dei quali 200 ragazzi (da 15 a 16 anni), 300 soldati, attirati dalla promessa di un'alta paga e circa 300 cittadini onesti e motivati, come me, dal loro patriottismo e dalla loro credulità, oltre a due ufficiali e quattro sottufficiali con un minimo di esperienza in servizio, il tutto servito da 500 fucili, dei quali 200 arrugginiti ed altri 80 senza cane; cinque cartucce a testa, nessuna artiglieria.

## L'insurrezione di Gand

Combattimenti nelle strade di Gand, novembre 1789.

### 13 novembre
Sul far del giorno, venerdì 13, la colonna venne divisa in due gruppi: il grosso di 500 uomini doveva prendere d'assalto la Porta di Bruges e l'attigua Porta du Sas; al contempo 300 uomini vennero inviati a tentare un attacco alla Porta di Anversa, dall'altro lato delle mura, giusto sotto la cittadella. Quest'ultima (spesso nota come Château des Espagnols o Spanjaards Kasteel), rappresentava il punto forte delle difese imperiali, quindi non poteva trattarsi d'altro che di un diversivo. Tuttavia, il tentativo riuscì, nel senso che il comandante imperiale colonnello de Lunden, si guardò bene dal rinforzare le difese alla porta di Bruges. Anzi, essendo quest'ultima difesa da soli quindici soldati imperiali, agli ordini di un caporale, tutti si ritirarono alla prima scarica di fucileria degli assalitori, che, così, poterono conquistare la porta senza colpo ferire. Ciò che avvenne fra le sette (ora dei primi colpi di fucile tirati dai volontari) e le otto (ora in cui i volontari forzarono la porta di Bruges). La scena si svolse, però, nella più grande confusione fra gli assalitori, tanto che fuggirono in molti, fra i quali il de Ligne con il proprio piccolo seguito di cavalleria, diffondendo per la provincia la notizia di un'inesistente sconfitta. Comunque, la porta di Bruges era stata forzata, e quelli fra gli assalitori che non erano fuggiti, entrarono in città. Non avanzarono, però, secondo un preciso ordine di assalto o seguendo il comandante che restava loro, il maggiore de Vaux, bensì piuttosto si dispersero talmente in tutti i quartieri della città, che mi fu impossibile raccoglierli.
Il loro ingresso in città, comunque, era stato permesso dalla prolungata inazione del de Lunden. Il quale, però, non agiva con totale improvvisazione, poiché aveva avuto almeno tre ore per definire un piano di battaglia: infatti, quando al mattino la colonna dei patrioti era giunta a circa un quarto di miglio dalla città, essa era stata schierata in ordine di battaglia, bene in vista dai bastioni. Dunque, evitando di uscire verso la campagna, egli rinunciò deliberatamente a cercare il combattimento 'in campo apertò che aveva comandato il d'Alton. Anzi, è persino improbabile che la guardia della porta di Bruges, in assenza di apposito ordine, si sarebbe ritirata senza combattere. 

Per la disgrazia degli imperiali, però, rinunciare al combattimento 'in campo aperto' significava accettare una battaglia urbana, casa per casa. Ciò che offriva enormi vantaggi tattici agli assalitori, anzitutto poiché riduceva grandemente lo svantaggio di non disporre di artiglieria, eppoi in quanto garantiva loro di attingere all'enorme bacino di potenziali volontari che poteva offrire una città allora di 60 000 abitanti. Infatti, una volta dentro la città, i 400 patrioti rimasti trovarono il supporto della popolazione. Incoraggiata, anche, dal lento rientrare di parte degli altri 400 patrioti che erano fuggiti nel primo parapiglia di fronte alla porta di Bruges.
Praticamente, gli insorti ebbero a disposizione la metà settentrionale della città murata. Dal momento che il de Lunden aveva schierato tutti i suoi 900-1 000 soldati sui ponti del quartiere di San Pietro (Saint-Pierre o Sint-Pieter): una penisola appoggiata ai bastioni tra la Porta di Heuver e la Porta di Courtray (o porta di San Pietro) e separata dal resto della città da tre corsi d'acqua: a nord dalla Lys, a sud dalla Schelda, ad ovest dalla Kettel (un breve braccio sinistro della Schelda che si getta nella Lys). Al centro della penisola sorgeva la grande abbazia di San Pietro e, accanto, una grande caserma di fanteria (ove la guarnigione di de Lunden era acquartierata). Scopo del de Lunden era difendere questa 'Isola di San Pietro' e l'antistante Piazza d'Armi (o Kauter), giusto al di là della Kettel. Né ebbe al riguardo alcuna esitazione, dal momento che il colonnello aveva fatto muovere tutti i suoi sin dal primo colpo di fucile:
- anzitutto badò a serrare gli accessi a questa 'Isola di San Pietro', inviando: una guardia di sei uomini al Ponte dei Monaci sulla Schelda a sud, una guardia alla retrostante Porta di Courtray, una alla restrostante Porta di Heuver, 50 uomini in alto alla Nieuwstraete (rue neuve) verso il ponte meridionale sulla Kettel;
- poi piazzò il grosso sull'antistante Piazza d'Armi (Kauter o Cauter), giusto al di là della Kettel;
- infine, comandò due unità avanzate sul Kettelbrugge (o pont aux Chaudrons o ponte del paiolo), sul Walpoortbrugge (o pont à Madoue[35]) e sui ponti vicini che separavano il vero e proprio centro cittadino dal quartiere della Porta di Bruges, dalla quale erano entrati i ribelli.

Liberi da ogni ingaggio, gli insorti, ancorché in ordine assai sparso, giunsero alle nove di fronte al Kettelbrugge ed agli altri ponti sulla Lys. Lì lo scontro si prolungò per circa tre ore, con gli imperiali a soffrire per intero lo svantaggio tattico cui un esercito organizzato si espone quando accetta un combattimento cittadino: non potevano avvantaggiarsi dell'artiglieria, venivano bersagliati da più edifici, incluso il grande convento dei Recolleti e venivano attaccati anche alle spalle da tiratori, probabilmente cittadini di Gand. Sinché, nonostante alcuni successi alle quattro del pomeriggio, gli imperiali sloggiarono e si radunarono sulla Piazza d'Armi e sulle strade circostanti. Anche lì gli scontri dovettero essere vivaci. Tuttavia gli imperiali vennero respinti di strada in strada. Sinché, al calar della sera, il de Lunden abbandonò anche la Piazza d'Armi, e riparò al di là della Kettel. La perdita della Piazza d'Armi era simbolicamente importante, giacché lì risiedeva la 'gran guardia', ovvero un posto di milizia permanente, che, secondo l'uso consuetudinario, stava a mostrare la presenza in città della guarnigione militare. Per giunta, la fuga fu precipitosa, tanto che vennero abbandonate le armi del corpo di guardia.
Al di là della Kettel, gli imperiali vennero inseguiti sino grossomodo a metà delle due gran vie che portano dalla Kettel sino all'Abbazia e all'attigua caserma di San Pietro: a nord sulla Neder kouter ripiegarono sino al luogo ove sorgeva il patibolo del quartiere di San Pietro (ten Spriete); a sud, sulla Nieuwstraete, sino al 'Convento delle Dame Inglesi'. Cosicché il de Lunden riduceva il suo punto di operazioni alla caserma di Saint Pierre.
Dopodiché, sul far della sera, gli insorti si ritirarono verso l'interno della città, al di là della Kettel, ove vennero bene accolti e rifocillati dagli abitanti. De Lunden non profittò dell'occasione per riprendere i due ponti sulla Kettel. Ma volle completare la 'bonifica' dei passaggi (iniziata nel corso della giornata), ovvero, ancora una volta, la Neder kouter, la Nieuwstraete ed i dintorni del patibolo. Essendo la popolazione rifugiata nelle cantine, vennero tratti agli arresti in caserma tutti gli uomini che vi trovarono (almeno una cinquantina, fra i quali alcuni 'austriacanti'). La soldataglia profittò per saccheggiare le abitazioni e violentare alcune donne e ragazze.
Nulla accadde nel corso della notte e le violenze ripresero solo l'indomani mattina. Ma la paura notturna aveva consentito a molti residenti nella 'Isola di San Pietro' di riparare in città. Sicché, la notizia si sparse per i quartieri e contribuì assai ad eccitare gli animi. Negli altri quartieri, d'altra parte, il clima si stava già surriscaldando, come dimostravano il saccheggio di molte case, fra le quali quelle di alcuni alti funzionari governativi: un procuratore generale Maroucx, un "attuario agli Stati" d'Hoop, un 'sostituto fiscale' Pulincx (che rischiò il linciaggio).

### 14 novembre
Accadde così che gli insorti poterono raccogliere una nutrita turba e portarla, armata, verso San Pietro, inducendo il de Lunden a fortificarsi a ridotta nella grande caserma. Lì, egli era ben protetto e disponeva di forze ingenti. Ma aveva perso il controllo delle strade che lo mettevano in comunicazione diretta con la Cittadella.
Una circostanza assai grave, tenuto conto che, al contempo, giungeva da Lokeren la colonna del Gontreuil. In vista di Gand avvistò i combattimenti e seppe che la popolazione era insorta e la guarnigione battuta. Si limitò, quindi, ad occupare i punti forti all'intorno dell'abitato: il  faubourg attorno alla Porta di Anversa, il ponte del canale, una lunga sezione dei bastioni (ove piazzò dei cannoni) ed a rinforzare la cittadella. Dopodiché si fermò in attesa dello Schröder, con cui era stato comandato di ricongiungersi. Questi giunse poco più tardi. Complessivamente, si trattava di un rinforzo di 16 cannoni e 3 000 (o 5 000) uomini, che riempivano la cittadella e gli attigui bastioni, oltre alla Porta di Sas ed agli attigui bastioni, poco a sud della Porta di Bruges.
A quel punto, gli imperiali tenevano tre punti forti, ma le due ridotte erano isolate, poiché gli insorti avevano conquistato il controllo delle strade. Era evidente il grave errore commesso dal de Lunden nel non difendere i collegamenti e i due corpi tentarono di ovviarvi con due mosse contemporanee, ma militarmente coerenti:
- Subito, verso le 8, de Lunden tentò di aprirsi la strada verso la cittadella[40]: fece uscire un centinaio di uomini, a passare sui bastioni in direzione sud, verso la porta di San Lievino. Ma sin lì si erano spinti i ribelli, cosicché il distaccamento venne impegnato in una sparatoria e non rientrò alle caserme non si sa se perché sconfitto, indotto alla fuga o alla diserzione)[12].
- Poco più tardi, verso le 10, lo Schröder ordinava dalla cittadella e alle batterie poste sui bastioni attigue a quest'ultima ed alla Porta di Sas, il bombardamento della città, con un fuoco continuo che mise a fuoco un gran numero di edifici nel quartiere vicino alla cittadella[51].

L'intenzione dello Schröder era, verosimilmente, alleggerire la pressione sul de Lunden. Ma, dal momento che esso non venne accompagnato da una parallela manovra di fanteria, esso non ebbe che effetti terroristici. E, infatti, la caserma di San Pietro non ricevette alcun soccorso, tanto da dover acquistare viveri dalle prostitute della Dekstraete (o dyck-straete), subito a nord della caserma.
La responsabilità di tale inazione non può essere interamente addebitata al de Lunden, dal momento che uno sfondamento avrebbe richiesto di impegnare l'intera sua divisione e la situazione non era ancora tanto compromessa da indurlo a correre un simile rischio. Semmai, a mancare fu lo Schröder che, invece che concentrare lo sforzo sul suo obiettivo principale (posto a sud della cittadella), lasciò che alcuni reparti si distraessero in un movimento nella direzione opposta, verso la Porta di Sas (poste a nord della cittadella), che già teneva con batterie: l'azione venne fermata alla chiusa del Rabot e non poté proseguire oltre. Cosicché accadde che alcuni reparti si sfogarono andando a saccheggiare alcune parti delle attigue parrocchie di San Giacomo e San Salvatore. Ma senza potervisi stabilire, né, parrebbe, tale sarebbe comunque stata l'intenzione dello Schröder, che li fece riparare tutti nei punti forti.

### 15 novembre

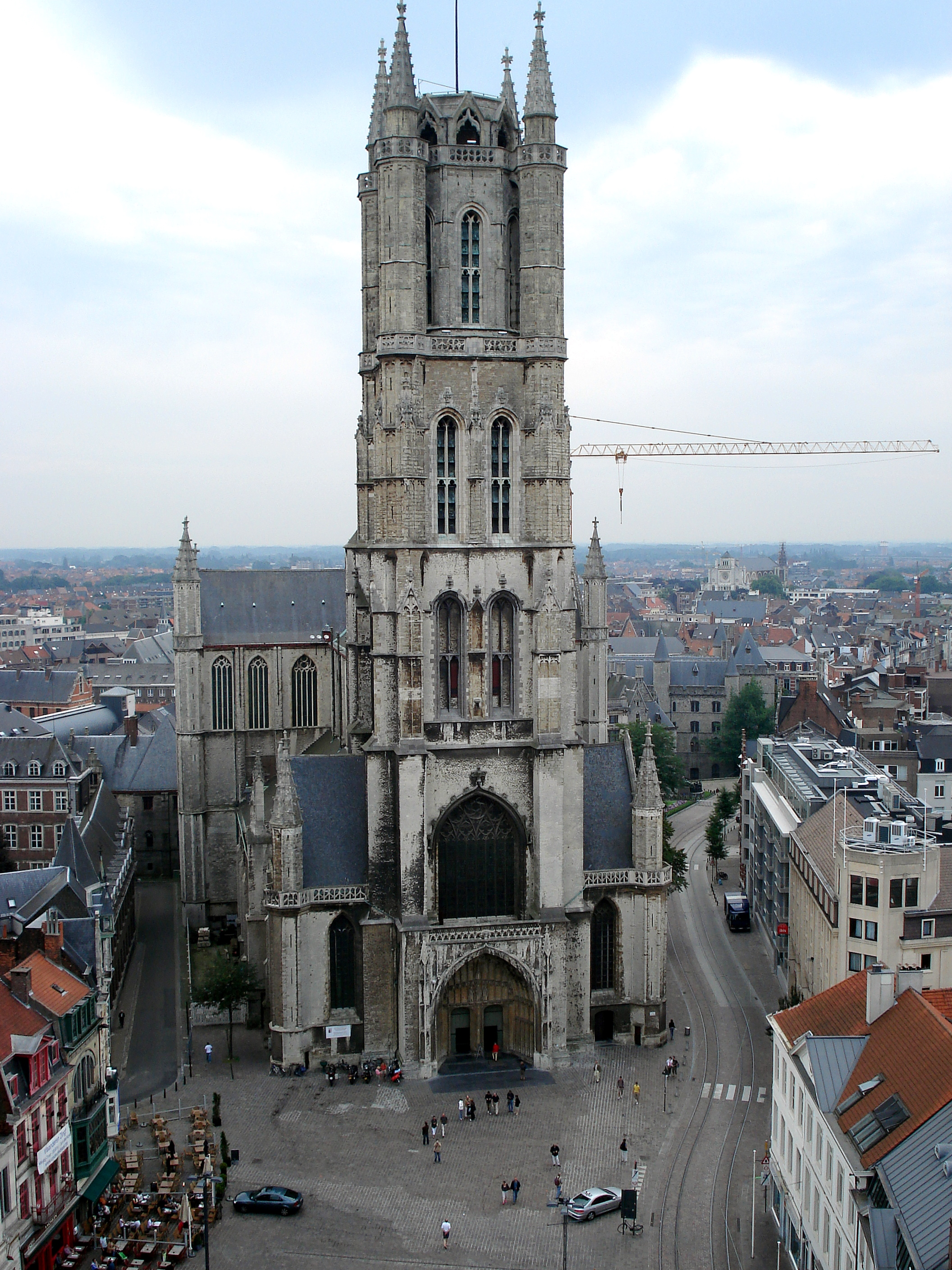
La Cattedrale di San Bavone

Perlomeno, la circostanza che la città fosse ormai in aperta ribellione, era divenuta divenne chiara ai comandanti imperiali, come è evidente dal modo in cui vollero porvi rimedio: compiendo una sortita di massa dalla cittadella, guidata dallo Schröder in persona.
Vi era però, un grosso problema, legato alla complessa struttura di ponti e canali della città: l'unica via dotata di ponti, fra la caserma (posta sui bastioni meridionali) e la cittadella (porta sui bastioni orientali) era lunga almeno il doppio della distanza fisica. Per giunta, attraverso il Pas-brugge (un ponte sulla Lys posto subito a nord della cittadella, allora l'unico a disposizione) portava direttamente dentro al centro cittadino, addirittura a ridosso della Cattedrale di San Bavone.
Quel che è certo è che proprio da questo secondo percorso si diresse lo Schröder. Dalla sua aveva che la marcia poteva compiersi a tiro delle artiglierie dalla cittadella e degli attigui bastioni, che, infatti, ripresero il bombardamento della città, con un fuoco continuo che distrusse o mise a fuoco un gran numero di edifici. Tuttavia, è altresì chiaro che una marcia così chiaramente progettata all'interno del centro cittadino esponeva la marcia al massimo dei rischi e che la colonna avrebbe dovuto aprirsi la strada combattendo.
Per queste ragioni, è ragionevole accogliere la testimonianza che il cammino dello Schröder rispondesse ad un obiettivo militare di minima, ovvero la riconquista della via di comunicazione con le caserme, e non già ad un obiettivo militare di massima: lo spargimento del terrore nel centro cittadino, nel disegno di estirpare tutti i patrioti e di massacrare tutti quelli che avrebbero trovato armati, preludio indispensabile alla riconquista del centro cittadino.
Nel frattempo, il de Lunden inviava dei militi a riprendere il Ponte dei Monaci, posto sulla Schelda a sud dell'Isola di San Pietro e che avrebbe permesso un assai più facile transito attraverso una parte della città assai meno popolata del quartiere della Cattedrale. Ma, complessivamente si trattò di uno sforzo assai limitato. E fu una colpa grave, giacché se è vero che lo Schröder (che doveva avanzare con una truppa di assetto di combattimento) poté giustificarsi adducendo di essere sprovvisto di pontieri e pontoni, al contrario il de Lunden (che doveva solo mettere in salvo una truppa ormai condannata alla sconfitta) avrebbe potuto, comunque, traversare con mezzi di fortuna. Ovvero uscire semplicemente verso la campagna, ciò che gli sarebbe stato sempre possibile, considerato che la caserma di San Pietro sorgeva assai vicina dai bastioni meridionali della città.
Ad ogni buon conto, come prevedibile, i rivoltosi avevano ormai attrezzato il centro cittadino a difesa urbana, di modo che, nella prima strada dopo il Pas-brugge, gli imperiali vennero investiti da una gragnuola di colpi. Uno di questi, sparato con un cannoncino da un ragazzo di 12 o 14 anni, ferì alla coscia lo Schröder. Dalché questi venne riportato alla cittadella e la truppa, priva di guida, in luogo di proseguire l'avanzata si abbandonò alla punizione ed al saccheggio. Sinché venne comandata la ritirata nella cittadella.
Dopodiché, le due parti ripresero le proprie posizioni e nulla accadde sino al giorno successivo. Salvo che gli imperiali continuarono il bombardamento ed il cielo era illuminato dagli incendi. Più o meno a quel punto giunse il Von Arberg, cui d'Alton aveva comandato di uscire da Gand sin dal 12 e, in termini perentori il 13: sicuramente non aveva fatto a tempo a farsi seguire da molti uomini, ma giungeva al momento adatto per rilevare il comando dal suo subordinato.
Comunque, l'inatteso successo vivamente rincuorò i rivoltosi, considerato che l'ammassamento delle truppe nella cittadella era loro ben noto e lo temevano. Un ulteriore incoraggiamento lo ricevettero verso sera, con l'arrivo di 250 (o 500) patrioti partiti da Courtrai. Nel complesso, tali eventi rianimarono assai il coraggio dei patrioti, che risolsero di rendersi padroni della caserma di San Pietro.

### 16 novembre
Furono proprio un centinaio fra quelli giunti da Courtrai a presentarsi per primi, verso le 9, di fronte alla caserma di San Pietro, raggiunti, un'ora più tardi, da altri in numero molto maggiore. Presero a tirare colpi, prima di fucile eppoi con dei piccoli cannoni (probabilmente da festa), provocando un simile tiro da parte degli imperiali, dalle finestre della caserma. Tuttavia, da una parte e dall'altra senza alcun effetto. Lo scambio di fucilate proseguì così, infruttuoso, sino verso le tre, allorché i rivoltosi misero in azione un grosso cannone abbandonato dagli imperiali: un colpo raggiunse un cortile della caserma mentre veniva dato fuoco anche ad un macello attiguo.
A questo punto la guarnigione (almeno 800 uomini) venne raccolta ed ordinata in ordine di battaglia al centro della caserma, come stesse preparandosi ad una sortita. Ma, anziché battersi, il de Lunden preferì arrendersi. E grande fu lo stupore dei ribelli allorché vennero loro aperto un portone della grande caserma e videro quel grande strumento militare deporre le armi. Erano le tre di pomeriggio.
Da quel momento, la guarnigione prigioniera divenne il bene sicuramente più prezioso del quale disponessero gli abitanti di Gand. Come dimostrò subito l'effetto di una lettera che il de Lunden era stato costretto a scrivere al Von Arberg: lo pregava di cessare il fuoco sulla città prevenendolo che gli insorti minacciavano, in caso di continuazione del bombardamento della città, di massacrare lui e gli altri ufficiali prigionieri (o, almeno, lui o la sua famiglia). La minaccia ebbe effetto, e il nemico non tirò più che pochi colpi.
Forse con questo, assai saggio, argomento alcuni frati degli ordini mendicanti, presenti fra i rivoltosi, avevano convinto questi ultimi a dare loro in consegna i prigionieri, che vennero condotti nei conventi degli Agostiniani (ove venne incarcerato anche il de Lunden), dei Domenicani e dei Carmelitani scalzi. Dal momento che i rivoltosi passarono la notte in guardia, timorosi che la guarnigione della cittadella sarebbe venuta a liberare i propri commilitoni prigionieri, i conventi vennero saggiamente scelti in luoghi considerati sicuri: al riparo da eventuali incursioni dalla cittadella. Non per nulla tutti e tre erano collocati ben al di là dell'estrema linea di penetrazione dello Schröder, il giorno precedente: addirittura oltre la Lys, bene addentro al centro cittadino.
La giornata era stata determinata da un capitale errore dei due comandanti imperiali: anzitutto il von Arberg, che aveva manifestato il proprio sostegno esclusivamente con un prolungato bombardamento, ma senza osare ulteriori offensive, anche solo al fine di disimpegnare parte dei rivoltosi. Ciò che aveva consentito agli insorti di concentrare la propria azione alla sola caserma di San Pietro.
La colpa principale, però si doveva al de Lunden, che non aveva osato alcuna sortita di massa che pure gli sarebbe stata possibile o attraverso il Ponte dei Monaci, o verso la campagna. Ed è, in tal senso, ben significativo che la guarnigione prigioniera non venisse tenuta nella caserma di San Pietro, considerata evidentemente luogo poco sicuro, in quanto troppo facilmente accessibile dalla cittadella o dall'esterno della città. Appare, anzi, chiaro che in quella mattina del 16 egli avesse realmente ridotto il proprio perimetro alla sola caserma di San Pietro, aveva perso il controllo delle porte e dei bastioni, che pure, come detto, egli si era inizialmente preoccupato di controllare inviando, il 14 mattina, due guardie: una alla Porta di Courtray, l'altra alla Porta di Heuver, che tenevano la sezione dei bastioni retrostanti le caserme. Proprio sui bastioni fra la Porta di Courtray e la sottostante porta di San Lievino, infatti, i rivoltosi avevano trovato quel grosso cannone il cui tiro aveva determinato la caduta della caserma. Appare, quindi, risibile la scusa con il quale uno storico tedesco tentò di giustificare l'ignominiosa resa: la mancanza di viveri e munizioni: infatti, se davvero ne mancavano, de Lunden avrebbe dovuto tentare la fuga. 

Quel che è sicuramente inescusabile, nel comportamento del de Lunden, è di aver consegnato le caserme senza prima distruggere le munizioni e le armi, perlomeno l'artiglieria, che, infatti, giunsero praticamente intatte nelle mani dei ribelli.
Indubbiamente, il comportamento del de Lunden fu al di sotto di ogni attesa: un autorevole collega lo giudicò un codardo. Ma, forse, concorsero altri fattori: egli era di nobile famiglia di Anversa, per giunta strettamente imparentato con un Cornelis Carpentier, patrizio e magistrato di Gand e tesoriere-generale della Fiandra. Quando si arrese, alcuni assicurarono che lo fece gridando Viva i patrioti! e lo stesso grido fecero continuamente i suoi uomini, gettando in aria i propri copricapi, mentre venivano condotti verso le proprie prigioni: il che non deve stupire, poiché molti di loro erano stati reclutati nelle province dei Paesi Bassi austriaci e non dovevano faticare molto ad immaginare di cambiare campo, di fronte ai miracolosi successi dei ribelli. Vale, però, la pena di notare che di tutte codeste informazioni le cronache sono assai restie a dare dettagli, ricordando, anzi, il 'de Lunden' sempre come 'Von Lunden', alla tedesca, sicuramente al fine di far dimenticare gli stretti legami che lo tenevano avvinto all'aristocrazia che guidava quella rivolta che egli combatté tanto male.

### 17 novembre
Quel che è certo è che la presa delle caserme provocò nella popolazione di Gand un'indicibile gioia, che gli ordini religiosi provvidero a sollecitare, facendo sfilare l'impressionante colonna dei prigionieri, dalla caserma di San Pietro sino ai conventi di prigionia, lungo un percorso che passava direttamente per il centro della città. Al punto che i rivoltosi, ormai ben forniti delle armi e dei cannoni che il de Lunden non aveva distrutto prima di consegnare la caserma, fecero piani per dare l'assalto, l'indomani, alla cittadella.
Essi, però, rischiavano di essere assai velleitari, dal momento che la situazione tattica degli imperiali era tutt'altro che compromessa: essi erano ben assestati, con artiglieria, alla cittadella e disponevano di simile dispositivo alla Porta di Sas (ancorché di quest'ultimo non si conosca la consistenza numerica); la truppa non era abbastanza numerosa per immaginare un assalto alla città, ma aveva subito poche perdite ed era, quindi, sicuramente sufficiente a difendere, con successo, la cittadella, da qualsiasi assalto dei rivoltosi. La resistenza della cittadella sarebbe stata favorita anche dall'impreparazione dei ribelli ad una battaglia d'assedio. Le comunicazioni con Sir d'Alton a Bruxelles erano aperte.
Fu ben grande, quindi, la sorpresa quando, la mattina del 17 novembre, essi si avvidero che la cittadella era stata evacuata, segnando la fine della battaglia ed il trionfo della rivoluzione: il Von Arberg aveva preso la fuga nella notte uscendo il grosso dalla porta della cittadella, la Porta d'Anversa e dalla Porta di Sas, quelli che il 14 l'avevano occupata, insieme agli attigui bastioni).
L'avvenimento sembrò ai più talmente inatteso, in quanto la generale preoccupazione della notte era stata che il Von Arberg poteva con la sua artiglieria forzare l'intera città a domandare grazie e misericordia e che la guarnigione della cittadella sarebbe venuta a liberare i propri commilitoni prigionieri: nessuno, quindi, si attendeva che il Von Arberg sarebbe fuggito abbandonando gli uomini del de Lunden al proprio destino. Tanto che, nel corso della giornata del 17, i ribelli si affrettarono a distaccare alla cittadella una certa banda di uomini in armi, a guisa di 'guarnigione', e vi portarono delle batterie.
Quanto alla popolazione, essa si radunò in solenni cerimonie religiose, officiate da quel clero che tanto aveva contribuito all'insperato successo. Non bisogna, infatti, dimenticare, che la ribellione era stata opera di un'attiva minoranza e che, come sempre in questi casi, non abbiamo alcuna informazione circa il reale coinvolgimento della popolazione.

## Questioni aperte

### Discusse ragioni dell'evacuazione degli Imperiali
Iniziando la ritirata, il Von Arberg si era portato in maniera assai migliore di quanto avesse fatto il de Lunden: era uscito con armi e bagagli, ed artiglieria, come dimostra la stessa circostanza che i patrioti ne abbiano portato di loro, lasciando dietro di sé solo i magazzini della cittadella, probabilmente non molto forniti. Tale circostanza basta, da sola, a smentire quanti affermarono che la decisione fosse stata determinata dal rischio che i ribelli assalissero la cittadella.
Tuttavia, il tempo giocava a sfavore del Von Arberg e degli imperiali, in quanto:
- non potevano utilizzare il principale strumento militare a loro disposizione, il bombardamento continuo della città, a meno di non scatenare la vendetta popolare sui funzionari governativi e sui prigionieri in mano ai ribelli;
- avevano ormai considerare la città in stato di ribellione e non, semplicemente, agitata dai patrioti[93];
- disponevano dei soli rifornimenti già presenti nella cittadella, a meno di non ricorrere a requisizioni nelle campagne, dal momento che la via della città era loro preclusa, a meno di impegnativi combattimenti;
- anche riguardo alle requisizioni nelle campagne, v'era da essere tutt'altro che tranquilli: si trattava dei medesimi luoghi nei quali la colonna dei volontari de Vaux-de Ligne che aveva conquistato Gand aveva marciato otto giorni, dal 4, al 13, senza che le due colonne dello Schröder e del Gontreuil potessero intercettarle[94]. E, infatti, i paesani stavano già organizzandosi in bande di autodifesa, che, dall'indomani, avrebbero dato del filo da torcere agli sbandati della colonna imperiale in ritirata[12].
- andava crescendo il rischio della diserzione di quella gran parte dei soldati imperiali originari dei Paesi Bassi austriaci, sicuramente scossi dalla dall'evidente e del tutto inatteso successo dei ribelli, timorosi dell'apparente incapacità dei propri capi, attratti dalla vicinanza della cittadella alla città insorta e alle restrostanti campagne (molti, infatti, avrebbero disertato durante la ritirata del giorno seguente[12]). Comunque, non si poteva far gran conto sul loro spirito combattivo.

La cittadella, quindi, non poteva essere tenuta a lungo. Ma, parimenti, non è detto che andasse abbandonata così in fretta. Vi erano, almeno, due ragioni che consigliavano di guadagnare tempo, talmente buone che il Von Arberg non poteva fingere di ignorarle:
- dare tempo per ordinare l'evacuazione delle piccole guarnigioni imperiali disperse nelle altre città del nord, in modo che queste non venissero tagliate fuori dal grosso di Gand, dal quale strategicamente dipendevano;
- tenere impegnate le scarse truppe dei ribelli in un'operazione militarmente impossibile, impedendo ai Comitato di Breda di impegnarle in altre direzioni.

Grande, quindi, dovette essere il sollievo del Von Arberg e dello Schröder, allorché giunse da Bruxelles alla cittadella un ordine a firma del ministro conte di Trautmansdorff, ministro plenipotenziario dell'Imperatore nei Paesi Bassi austriaci e capo del governo civile. I contenuti di tale ordine sono incerti, nel senso che taluni sostengono che esso comandasse l'evacuazione della cittadella; altri che esso si limitasse a comandare di non proseguire il bombardamento della città, altri ne negan ogni effetto sulla decisione di evacuazione, che sarebbe stata già presa dal Von Arberg.
Qualunque fosse il contenuto dell'ordine, le fonti concordano che il ministro agisse con l'intento politico di evitare la completa distruzione della città, già pesantemente colpita dal bombardamento. Ciò che avrebbe definitivamente compromesso ogni chance di compromesso politico al quale il ministro ancora attivamente mirava. Probabilmente, con il consenso, ancorché generico, di Giuseppe II
Poco importa, qui, che Trautmansdorff si sbagliasse clamorosamente, come dimostrò, l'insurrezione di Bruxelles dell'8-12 dicembre successivi. Importa invece che egli tolse dall'imbarazzo in un colpo solo il Von Arberg e, per giunta, anche il suo comandante, Sir d'Alton, attraverso la stolta decisione di entrare in corrispondenza diretta con il Von Arberg, senza prima assicurarsi il consenso del d'Alton. Cosicché quest'ultimo poté scaricare la responsabilità della sconfitta militare, e addirittura negarla: ciò che era legittimo quanto alla prima pretesa (in quanto la responsabilità della sconfitta era da addebitare al ritardo con Von Arberg avevano liberato Schröder Gontreuil all'inseguimento della colonna ribelle, eppoi ai fallimenti del de Lunden), ma non quanto alla seconda (in quanto, come visto, il Von Arberg non poteva tenere la cittadella di Gand ancora a lungo).

### Il bombardamento di Gand come strumento di polemica politica
Poco più di un anno dopo la fuga del Von Arberg, il 6 dicembre 1790, gli imperiali rientrarono in Gand, al suono di tutte le campane e del carillon del Beffroi e con i magistrati ad offrire al tenente-feldmaresciallo Baillet-Latour le chiavi della città. Città che non diede ulteriori preoccupazioni al governo imperiale, sinché non cadde in mano francese, la prima volta il 12 novembre 1792 (dopo Jemappes) eppoi definitivamente il 4 luglio 1794 (dopo Fleurus). Dal momento che gli occupanti francesi radicalizzarono e realizzarono l'opera tentata da Giuseppe II, appare comprensibile che entrambe le parti protagoniste dell'insurrezione di Gand, abbiano preferito far cadere una sorta di oblio su eventi che, in definitiva, videro entrambe sconfitte.
Un solo aspetto sopravvisse più a lungo: l'accusa al Von Arberg ed al de Lunden di aver commesso un crimine di guerra incendiando e saccheggiando gran parte di Gand. E sopravvisse, poiché di esso i capi della Rivoluzione del Brabante seppero fare un sapiente uso politico, tramandato nei libelli dell'epoca e in storiografia. Immediatamente, il 23 novembre 1789, infatti, gli Stati delle Fiandre, riuniti in Gand, minacciarono il governo imperiale (che ancora non era fuggito anche da Bruxelles) di rappresaglie ai danni degli ufficiali e dei soldati prigionieri, per punirli delle crudeltà perpetrate dal Von Arberg nel corso dell'insurrezione. Poco dopo, un libello di parte belga attribuiva al Von Arberg ed a Sir d'Alton la responsabilità di aver incendito parte della città e di esporre il resto al furore di una soldatesca sfrenata. Anni più tardi si continuava ad attribuire loro la volontà di bruciare la città.
Lì per lì, l'argomento venne bene accolto anche da parte imperiale. La corte di Vienna, infatti, non ebbe troppi scrupoli a scaricare sul generale d'Alton la responsabilità del per essa disastroso trionfo della Rivoluzione del Brabante: e nessun argomento poteva servire meglio della loro supposta crudeltà. Da opporre alla magnanimità dell'Imperatore che voleva la concordia dei sudditi
Solo più tardi, da parte tedesca, crebbe l'imbarazzo ed alcuni giunsero a negare addirittura la realtà del bombardamento, argomentando che il Von Arberg non poteva bombardare la città, poiché non aveva nessuno che potesse ben dirigere i colpi, dal momento che gli artiglieri erano tutti ubriachi: una notizia assai improbabile, che serve solo a lasciare trasparire una maldestra censura.

### Il bombardamento come causa della mobilitazione popolare
Non bisogna, però, escludere, che le atrocità indubbiamente commesse dagli imperiali, abbiano avuto una diversa rilevanza, già nel corso dell'insurrezione. Su questo insistono le fonti, sostenendo a chiare lettere che: se essi si fossero unicamente dedicati a perseguire l'armata patriottica, senza molestare i cittadini, vi avrebbero avuto successo; ma, volendone indistintamente con tutti, hanno armato tutti contro di sé. Ed ancora, se la disciplina delle truppe avesse regnato a Gand, le truppe non si sarebbero abbandonate a quelle atrocità e le Fiandre  non si sarebbero mai sollevate. In effetti, la colonna dei volontari non presentava certo le caratteristiche per indurre un'intera città all'aperta ribellione: tutti gli storici locali … sono unanimi nel constatare la cerenza di organizzazione e la mancanza di disciplina dell'armata patriottica che, dopo il fortunoso ingresso dalla Porta di Bruges si disperse tanto che il suo comandante de Vaux restò per tutta compagnia due o tre ufficiali.
Tuttavia, è un fatto che la guerriglia fu forte in città sin dalla mattina del 13, ben prima che gli uomini del de Lunden commettessero le prime atrocità ai danni della popolazione della penisola di San Pietro e ben prima che lo Schröder cominciasse il bombardamento e le incursioni nel centro storico, il 14. Dunque l'argomento appare destituito di fondamento.

### Il ruolo insurrezionale trainante del clero e dei monaci
Semmai, esso potrebbe essere servito a mascherare un vistoso elemento, sulle quali le narrazioni assai raramente si soffermano: i moltissimi episodi in cui traspare il ruolo di leadership le autorità religiose, ed in particolare gli ordini tanto minacciati dalle riforme di Giuseppe II, seppero giocare nella rivolta e nella più generale Insurrezione dei Paesi Bassi austriaci, come pure in tutta la complessa crisi che viene ricordato come 'Rivoluzione del Brabante'.
Ad esempio, il 13 ai patrioti appena entrati in città, che sappiamo dispersi, si unì un gran numero di borghesi e monaci; il 15 il curato di San Nicola, De Bast, celebrava messa ed amministrava un'assoluzione generale preventiva a tutti coloro che si fossero battuti con coraggio per la religione e la patria; il 16, alla resa della caserma di San Pietro, il de Lunden chiese di consegnarsi al comandante dei ribelli: gli venne risposto Siamo tutti comandanti ma intervennero subito dei monaci che avevano sostenuto i ribelli, evidentemente autorevoli, che furono in grado di recare in salvo tutti i prigionieri, a servire da pegno contro il proseguimento del bombardamento; la colonna dei volontari era stata organizzata dal Comitato di Breda, fra i cui membri spiccavano alcuni dei maggiori esponenti della Chiesa delle Fiandre: il primate e arcivescovo di Malines cardinale von Frankenberg, il canonico e gran penitenziere di Anversa Van Eupen.
Quanto, invece, ad una leadership laica, si trovano soli furtivi cenni ad un comitato segreto dei rappresentanti del popolo, senza, però, che ne vengano indicati componenti od attività. Dunque un po' evanescente, per aver organizzato e condotto una simile battaglia.

## Conseguenze
Per la causa imperiale, la decisione di abbandonare così in fretta la cittadella si rivelò anzitutto un suicidio politico: i ribelli avevano conquistato la loro prima, grande città e seppero capitalizzare in fretta il vantaggio: proprio a Gand si riunirono gli 'Stati' della Contea di Fiandra e, il 23, dichiararono Giuseppe II decaduto.
Ma si rivelò anche un suicidio militare, poiché il von Arberg, benché avesse bene eseguito l'evacuazione, tuttavia non poté impedire che il seguito della ritirata si trasformasse in un disastro: la ritirata avvenne in disordine, molte fra le reclute originarie dei Paesi Bassi austriaci disertarono, molti (probabilmente gli stessi) si diedero al saccheggio delle campagne, fra questi molti vennero bloccati o uccisi da bande di paesani, che difendeva la propria roba. Cosicché ad Anversa ed a Bruxelles arrivarono reparti decimati e malconci, con quali conseguenze sul morale di quelle guarnigioni è facile immaginare
Quanto ai ribelli, essi liberi di impiegare le proprie scarse truppe in altre direzioni: anzitutto costringendo alla resa la guarnigione di Bruges e a riparare in Francia quella di Ostenda. Eppoi consentendo al Vander Mersch di ripassare il confine, sino ad occupare la strada fra Bruxelles e Liegi, da dove ottenne dagli Imperiali un armistizio di dieci giorni.
Facile intuire quale effetto tali drammatiche sconfitte del governo imperiale potessero avere sulla popolazione di Bruxelles. La quale, infatti, l'11 dicembre si ribellò e costrinse d'Alton a sottoscrivere, il 12, una capitolazione, che gli consentiva di evacuare, conte di Trautmansdorff al seguito: ripiegò sino alla grande fortezza (germanofona) di Lussemburgo. L'indomani, 13 dicembre, a Bruxelles venne pubblicata una dichiarazione di indipendenza.